# Ground-penetrating radar

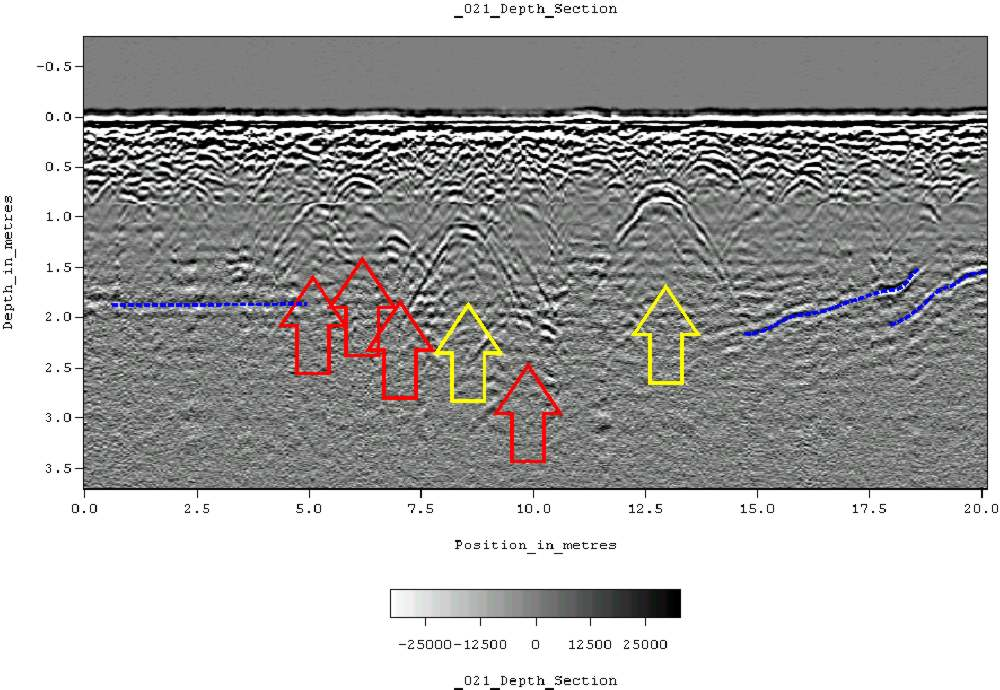
Radargram van een ground-penetrating radar, gemaakt op een historisch kerkhof in Alabama, in de Verenigde Staten

Een ground-penetrating radar, afgekort GPR, of bodemradar wordt gebruikt om de bodem te onderzoeken en voorwerpen daarin te detecteren. Een ground-penetrating radar wordt ook grondradar genoemd, maar een radarinstallatie op de grond wordt ook zo genoemd.
De eerste toepassing van deze radar heeft volgens de overlevering in 1929 plaatsgevonden in Oostenrijk om de diepte van een gletsjer te bepalen. De technologie werd daarna toegepast om bijvoorbeeld in de poolgebieden de dikte van de ijslaag te meten, om te bepalen of een vliegtuig erop kon landen.
GPR wordt sindsdien ook gebruikt om bijvoorbeeld de eigenschappen van bodemlagen te bepalen. Sinds de jaren 70 zijn de toepassingen sterk toegenomen, bijvoorbeeld in de geofysica.